# Palpen-Spannereule
Die Palpen-Spannereule (Polypogon tentacularia), auch Palpeneule, Kleine Palpeneule, Graugelbe Zünslereule oder Frischgrasbuschhaldenflur-Zünslereule genannt, ist ein Schmetterling (Nachtfalter) aus der Familie der Eulenfalter (Erebidae). Die Art ist sowohl tag- als auch nachtaktiv.

## Merkmale
Die männlichen Falter erreichen Flügelspannweiten von bis zu 30 Millimetern. Die Weibchen sind deutlich kleiner und meist etwas dunkler gefärbt. Die Vorderflügel sind gelblichbraun bis hellbraun und tragen drei gewellte bis leicht gezackte, dunkelbraune Querlinien, die unterschiedlich stark ausgebildet sein können. Zwischen innerer und äußerer Querlinie liegt der strichförmige Diskoidalstrich. Die Hinterflügel sind ebenfalls hellbraun. Bei beiden Geschlechtern kommen auch recht helle Exemplare vor. Die Palpen sind sehr stark verlängert.
Die Raupen sind hellbraun mit dunkler Rückenlinie. Auch der Kopf ist dunkelbraun.

### Ähnliche Arten
- Bart-Spannereule (Pechipogo strigilata) Linnaeus, 1758
- Braungestreifte Spannereule (Herminia tarsicrinalis) Knoch, 1782

## Lebensweise
Die Art fliegt in einer Generation von Anfang Juni bis Anfang August. In klimatisch günstigen Gegenden kann im August und September auch noch eine unvollständige zweite Generation ausgebildet werden. Die Raupen erscheinen ab August. Hauptfutterpflanzen sind Kleines Habichtskraut (Hieracium pilosella), vermutlich auch Schmalblättriges Weidenröschen (Epilobium angustifolium) und Adlerfarn (Pteridium aquilinum). Wahrscheinlich dient aber das verrottende Bodenlaub dieser Pflanzen als Hauptnahrung. Die Verpuppung erfolgt in einem Kokon an der Erde. Die Puppe ist verhältnismäßig kurz und dunkelbraun. Der Kremaster ist gerundet und hat zwei kleine Borsten. Die Puppe überwintert. Die Entwicklung zum Falter erfolgt manchmal sogar erst im übernächsten Jahr. Die Falter werden vom Licht angezogen. Über eine eventuelle Nahrungsaufnahme der Falter ist nichts bekannt.

## Verbreitung und Lebensräume
Die Art ist in Europa weit verbreitet. Sie fehlt auf den Britischen Inseln und etlichen Mittelmeerinseln. Im Norden Europas kommt sie bis zum Polarkreis vor. Im Osten reicht das Verbreitungsgebiet über Russland bis Ostchina und Japan. Die Art lebt auf frischen und feuchten Wald- und Bergwiesen, Waldrändern, Wegerändern, und Brachen auf Sandböden. Sie kommt vom Flachland bis in über 1000 Meter Höhe vor. Während sie im Flachland und den Mittelgebirgen Deutschlands nur vereinzelt vorkommt, wurde sie in den Alpen auf Bergwiesen in 1000 Meter Höhe schon in großer Zahl beobachtet.